# Saint-Thibault (Aube)
Saint-Thibault – miejscowość i gmina we Francji, w regionie Grand Est, w departamencie Aube. Jej nazwa pochodzi od imienia św. Teobalda. Przez miejscowość przepływa Sekwana. 
Według danych na rok 1990 gminę zamieszkiwało 479 osób, a gęstość zaludnienia wynosiła 41 osób/km².